# Garibaldino
«Гарібальдіно» (італ. Garibaldino) — ескадрений міноносець ВМС Італії типу «Сольдато» часів Першої світової війни.

## Історія створення
Корабель був закладений 23 жовтня 1905 року на верфі «Ansaldo» в Генуї. Спущений на воду 12 лютого 1910 року, вступив у стрій 1 червня того ж року. 

## Історія служби
Есмінець «Гарібальдіно» брав участь в італійсько-турецькій війні. 29 вересня 1911 року він був першим італійським кораблем, який увійшов у порт Триполі. Корабель був у складі ескадри, яка блокувала порт.
У січні 1912 року «Гарібальдіно» був переведений в Червоне море, де 7 січня разом з бронепалубним крейсером «П'ємонте» та есмінцем «Артільєре» взяв участь в юою в затоці Кунфіда, в якому були потоплені 7 турецьких канонерських човнів і захоплена одна озброєна яхта.
Після вступу Італії у Першу світову війну «Гарібальдіно» був включений до складу III ескадри есмінців (разом з однотипними «Артільєре», «Кораццьєре», «Берсальєре» і «Ланчере»), яка базувалась у Бріндізіi.
24 травня 1915 року «Гарібальдіно» разом з «Альпіно», «Фучільєре», «Карабіньєре» і «Ланчере» патрулював у Верхній Адріатиці'.
29 травня разом з есмінцями «Альпіно», «Понтьєре», «Кораццьєре», «Берсальєре», «Артільєре» і «Гарібальдіно» обстріляли хімічний завод «Adria-Werke» в Монфальконе, який виробляв хімічну зброю. 7 червня операція була здійснена ще раз.
23 лютого 1916 року «Гарібальдіно» разом з «Берсальєре» і «Кораццьєре» супроводжував конвой з 12 транспортів та 2 буксирів Дуррес.
У жовтні 1916 року «Гарібальдіно» разом з есмінцями «Нембо», «Бореа», «Аскаро» та 4 міноносцями супроводжував крейсер «Франческо Ферруччо» та транспорти «Чойсінг», «Польчевера», «Аусонія» і «Булгарія», які здійснювали висадку десанту в Саранді (Албанія).
16 липня 1918 року поблизу Вільфранш-сюр-Мер «Гарібальдіно» зіткнувся з британським есмінцем «Сігніт» і затонув внаслідок отриманих пошкоджень.